# Эльбрус 2000
Эльбру́с 2000 (E2K) — российский микропроцессор с архитектурой VLIW, разработанный компанией МЦСТ. Задумывался как дальнейшее развитие архитектуры Эльбрус-3 в микропроцессорном исполнении. Использует технологию двоичной компиляции для совместимости с платформой x86.

## Технические характеристики
Процессор Эльбрус-2000 основан на архитектуре ELBRUS (англ. ExpLicit Basic Resources Utilization Scheduling — «явное планирование использования основных ресурсов»), отличительной чертой которой является наиболее глубокое на сегодняшний день распараллеливание ресурсов для одновременно исполняющихся VLIW-инструкций. Пиковая производительность 23,7 GIPS.
| Технологический процесс          | КМОП 0,13 мкм                                                                                             |
| Рабочая тактовая частота         | 300 МГц                                                                                                   |
| Пиковая производительность       | - 64 бита — 6,67 GIPS / 2,4 GFLOPS - 32 бита — 9,5 GIPS / 4,8 GFLOPS - 8/16 бит — 22,6 GIPS / 12,2 GFLOPS |
| Разрядность данных               | - целые — 8, 16, 32, 64 - вещественные — 32, 64, 80                                                       |
| Кеш-память                       | - команд 1-го уровня — 64 Кбайт - данных 1-го уровня — 64 Кбайт - 2-го уровня — 256 Кбайт                 |
| Кеш-таблица страниц              | 512 входов                                                                                                |
| Пропускная способность           | - шин связи с кеш-памятью — 9,6 Гбайт/с - шин связи с оперативной памятью — 4,8 Гбайт/с                   |
| Площадь кристалла                | 189 мм²                                                                                                   |
| Количество транзисторов          | 75,8 млн                                                                                                  |
| Количество слоёв металла         | 8 |
| Тип корпуса / количество выводов | HFCBGA / 900                                                                                              |
| Размеры корпуса                  | 31×31×2,4 мм                                                                                              |
| Напряжение питания               | 1,05 / 3,3 В                                                                                              |
| Рассеиваемая мощность            | 6 Вт |

## Производство
Производится с июня 2008 года на заводе TSMC в Тайване на основе библиотеки стандартных ячеек.
С 2009 года планировалось начать производство на строящемся в Зеленограде заводе компании Ангстрем, с оборудованием для производства по 130-нм техпроцессу, которое раньше работало на заводе Fab 30 компании AMD.

## История создания
Проект процессора получил широкую известность после статьи Кейта Дифендорфа (Keith Diefendorff) «Русские идут!» («The Russians Are Coming») в журнале Microprocessor Report в феврале 1999 года. Дэйв Дитцел (Dave Ditzel), основатель корпорации Transmeta, также хорошо отзывался об этом проекте.
Эльбрус 2000 (E2K) — совсем другая архитектура на базе VLIW в отличие от российского вычислительного комплекса Эльбрус-90микро, основанного на 32-разрядной архитектуре SPARC.
В 2002 году в интервью ExtremeTech Борис Бабаян сообщил, что при технологических нормах 0,1 мкм процессор будет иметь тактовую частоту 3 ГГц и обеспечит производительность порядка 500 SPECint95 и 1200 SPECfp95.
В 2005 году появились сообщения, что процессор «Эльбрус-3м Кристалл» для комплекса «Эльбрус-3М» реализован в виде микросхемы и проходит испытания. Его параметры:
| Производительность         | 1—2 млрд оп/c (в зависимости от решаемых задач) |
| Пиковая производительность | 23,7 GIPS / 2,4 GFLOPS (64 бит)                 |
| Проектные нормы            | 0,13 мкм                                        |
| Количество транзисторов    | 50 млн                                          |

Это была «упрощённая модель», разработанная на основе библиотеки стандартных ячеек. Тактовая частота процессора составила 300 МГц.
В 2007 году появились сообщения о завершении государственных испытаний ВК Эльбрус-3М1 на базе опытных образцов данного микропроцессора.
В июле 2008 года процессор впервые показали прессе. Компьютер Эльбрус-3М при частоте 300 МГц в режиме совместимости с IA-32 обогнал 500 МГц Intel Pentium III в тестах SPEC. При работе в «родных» кодах Эльбруса процессор показал скорость, сравнимую с Pentium 4 2 ГГц. Линейку процессоров «Эльбрус» в компании МЦСТ собираются развивать в соответствии с Законом Мура, каждые два года удваивая число транзисторов на кристалле.
По обещаниям разработчиков, в 2008 году должна была начаться поставка вычислительных комплексов на базе Эльбруса-3M для нужд ПВО и ПРО, планировалась разработка многоядерных вариантов и переход на более совершённые топологии (сейчас это 130 нм).
К концу 2010 года в ЗАО «МЦСТ» завершена разработка микросхемы «Эльбрус-S».
Держателем патентов на процессор является компания Elbrus International, которой владеет Elbrus Services, зарегистрированная на Каймановых островах. По заявлению Британского инвестиционного банка Robert Flemings, финансировавшего проект, компания решила использовать такую офшорную схему из-за слабости российского законодательства в области интеллектуальной собственности (на 1999 год).

## Развитие
В 2014 адаптирован и выпущен упрощённый вариант микропроцессора «Эльбрус-2С+» для выпуска на отечественной фабрике по технологии 90 нм.
С 2016 года производятся процессоры по технологиям 40 нм (высокоинтегрированный энергоэффективный процессор Эльбрус-1С+) и 28 нм (8-ядерный серверный процессор Эльбрус-8С).
План выпуска новых микропроцессоров с архитектурой Эльбрус следующий:
- «Эльбрус-2С+» — гибридный (2 ядра «Эльбрус» + кластер из четырёх DSP ядер Мультикор) процессор, 90 нм, 2011
- «Эльбрус-2СМ» — упрощённый вариант «Эльбрус-2С+» (без кластера DSP ядер), 90 нм, 300 МГц, к 2014.[8]
- «Эльбрус-4С» (другое название «Эльбрус-2S») — 64 Гфлоп/с, 65 нм, к 2013/2014 г.
- «Эльбрус-1С+(1СНК)» — энергоэффективный микропроцессор с одним ядром Эльбрус и встроенным графическим ядром — 24 Гфлоп/с 40 нм, выпускается с 2015 года (Эльбрус-1СНК выпускается с 2019 года).[9]
- «Эльбрус-8С(8СВ)» — 8 ядер Эльбрус, частота 1,3 ГГц и (1,5 Ггц у Эльбрус-8СВ), производительность до 288 Гфлоп/с, 28 нм, производство с 2016 года.[10]
- «Эльбрус-16С» — 16 ядер, 2 ГГц, 750 Гфлоп/с, 16 нм, инженерные образцы получены в декабре 2019 года, производство с 2021 г.[11]
- «Эльбрус-32C» — 32 ядра, 2 ГГц, 2—4 Тфлоп, 10 нм, к 2025 г.[12][13]